# Cecchiniola
Cecchiniola é um gênero de artrópodes pertencente à família Chrysomelidae.

## Espécies
- Cecchiniola platyscelidina